# Maquis de Corcieux
| En ce moment je travaille sur : rien |

Le maquis de Corcieux est un groupe de  résistants constitué dans les Vosges durant la Seconde Guerre mondiale. Son action de résistance à l'occupant nazi s'opère dans le triangle Saint-Dié-des-Vosges - Gérardmer - Bruyères dont le village de Corcieux est le centre. Il a la particularité d'être le seul maquis implanté dans l'actuelle région Grand Est à s'être soulevé à l'appel de la BBC contre les forces allemandes le 6 juin 1944, jour du Débarquement de Normandie. Son isolement l'a conduit à payer un lourd tribut humain au point de gagner le triste surnom de "Vercors vosgien".

## Histoire

### Objectifs
Il importe de soulager au maximum l'effort de guerre des troupes débarquées en Normandie en fixant un maximum de combattants allemands loin de la tête de pont alliée. Le soulèvement du maquis de Corcieux remplit cet objectif en visant à la fois :
- à couper la ligne ferroviaire Strasbourg - Épinal en minant le tunnel de Vanémont ;
- à attaquer le détachement allemand protégeant le radar de Sarifaing (à proximité du col des Arrentès) et à le détruire ;
- à constituer des prisonniers pouvant dès lors servir d'otages.

### Préparation
Le maquis a reçu ses armes par deux parachutages nocturnes ; le premier étant effectué dès le 12 aout 1943 et le second le 7 mai 1944. Les armes, dont des bazookas, sont immédiatement disséminées auprès des groupes locaux de maquisards et dissimulées dans les fermes ou dans des caches souterraines.

### Actions
Le 5 juin les messages  Croissez roseaux, bruissez feuillage  et Nous porterons l'églantine   radiodiffusés par la BBC donnent le signal d'un soulèvement général des maquis de la Zone C. Sous le commandement du capitaine Marcel Vichard les maquisards passent à l'action à l'aube du 6 juin tandis qu'au même moment s'ouvre l'opération Overlord avec le Débarquement de Normandie.

### Répression
- 5 tués au combat
- 26 fusillés dans les communes des Arrentès et de Corcieux, La Chapelle-devant-Bruyères, Saint-Léonard.
- 43 déportés.

## Lieux de mémoire
Un parcours mémoriel initié et entretenu par l’Association du souvenir des événements du Maquis de Corcieux (ASEMC) permet de parcourir et découvrir les lieux des combats du maquis et de la répression qui le décima,.

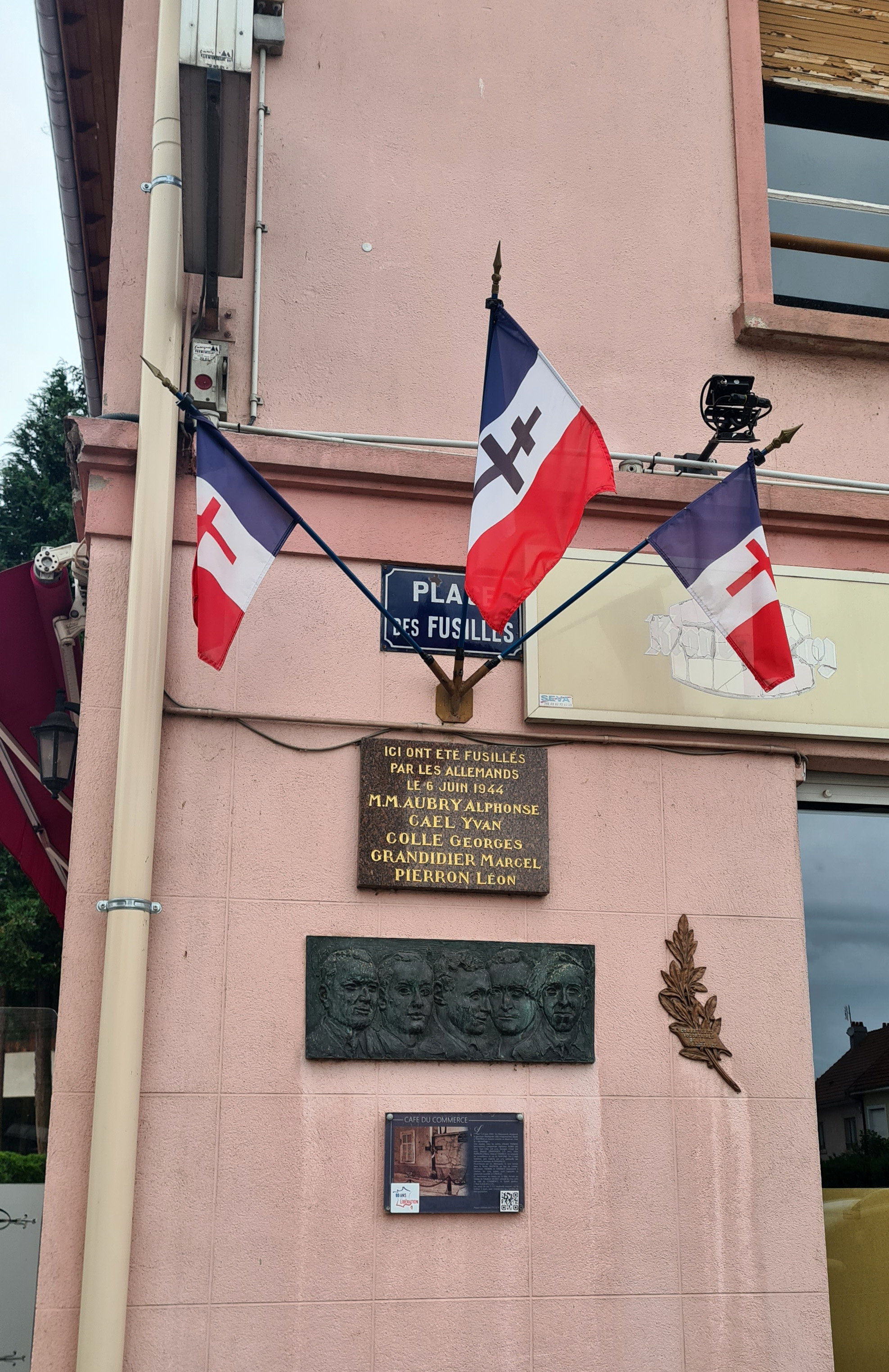
Portrait des maquisards fusillés le 6 juin 1944 à Corcieux sur la place du village.
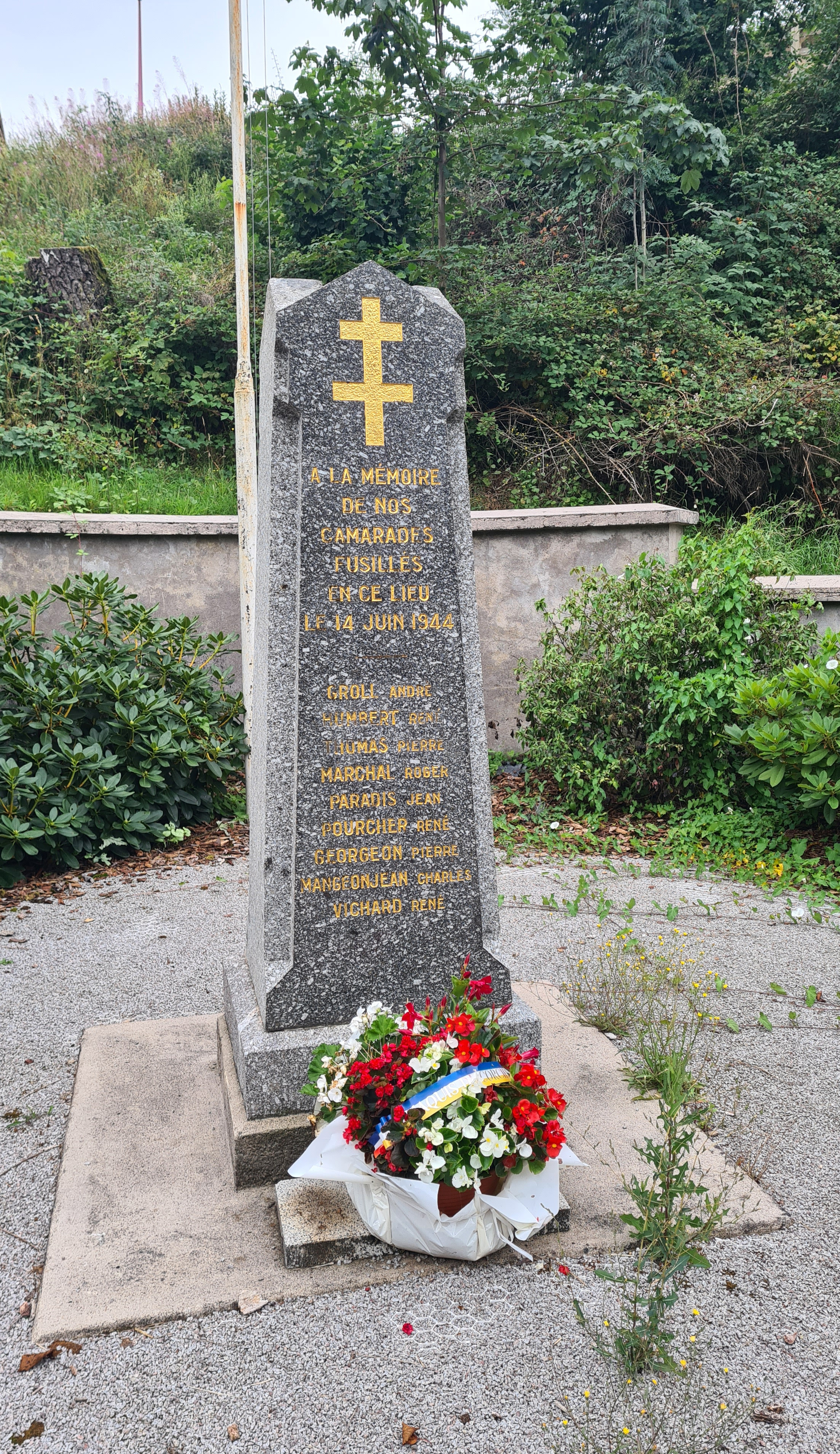
Carrière des Fusillés, route de Granges.
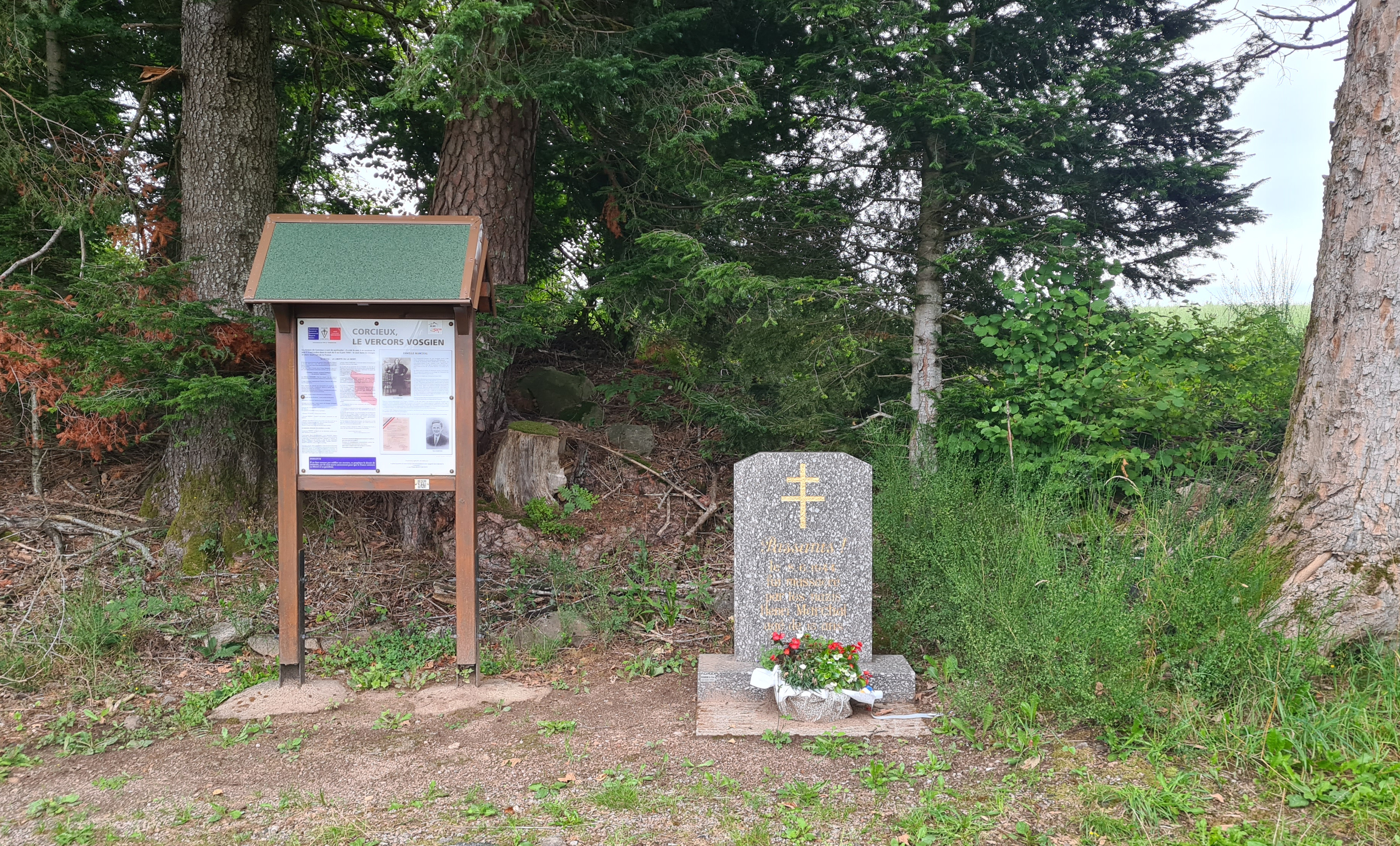
Monument Henri-Marchal aux Arrentès-de-Corcieux et panneau explicatif du parcours mémoriel.
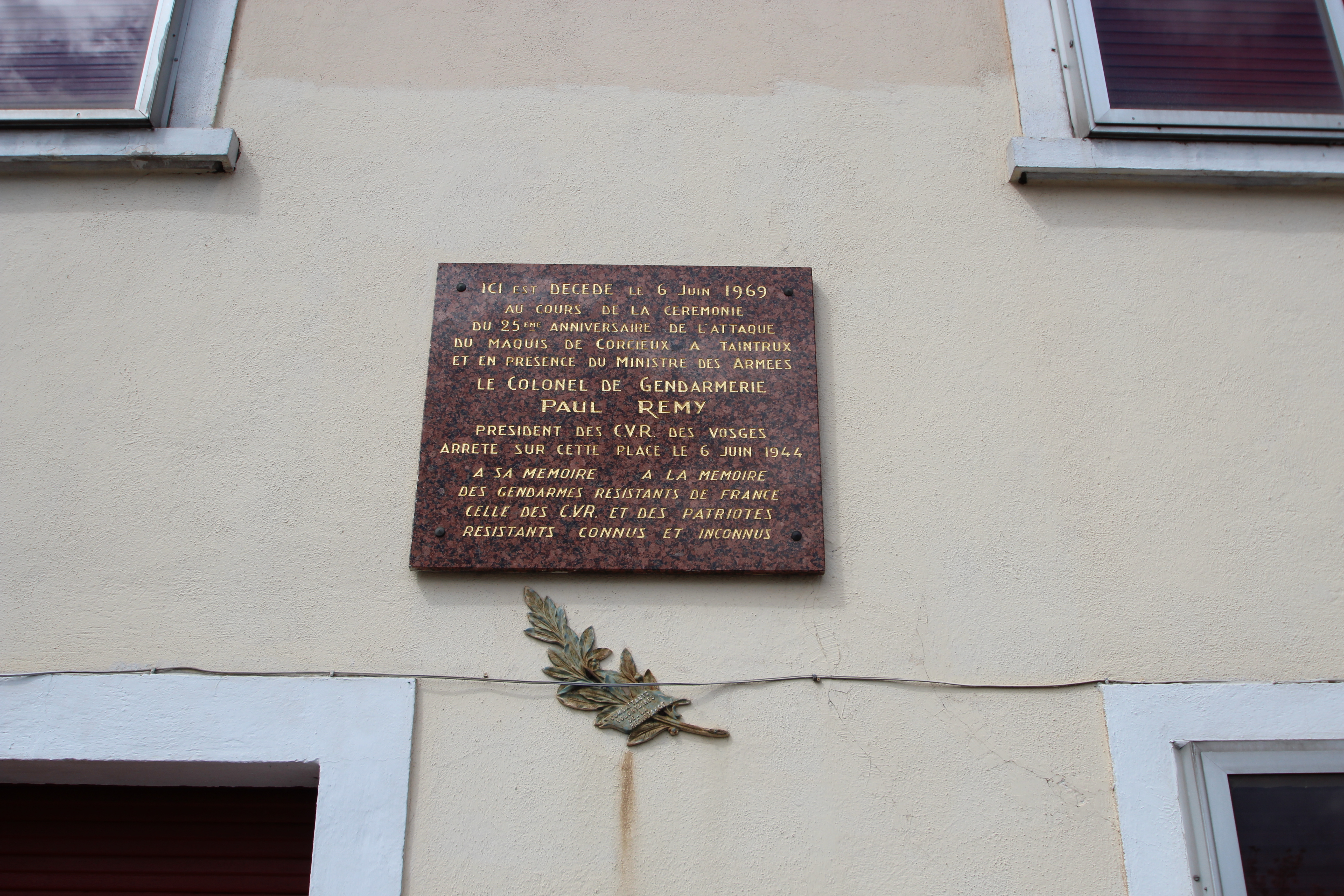
Plaque à la mémoire de Paul Remy apposée Place des fusillés à Corcieux.

.
Le 6 juin 1969, assistant à Corcieux aux cérémonies commémoratives du maquis local, le résistant Paul Remy décède sur les lieux mêmes où il fut arrêté par l'occupant vingt-cinq plus tôt et où furent exécutés ses compagnons. Une plaque apposée place des Fusillés rappelle cet événement.

### Émission radiophonique
- Thomas Jeangeorge, et Blandine Costentin, « Témoignages - 80 ans du Débarquement : le 6 juin 1944, le maquis de Corcieux se soulève » [« audio »], sur ICI Sud Lorraine, 3 juin 2019 (consulté le 30 juillet 2025).

### Témoignage vidéo
- Didier Vincenot, France info, « Marcel Thomas, matricule 200-422-14. » [« vidéo  »], sur france3-regions.franceinfo.fr, 30 janvier 2018 (consulté le 5 août 2025).